# 第55次長期滞在
第55次長期滞在（だい55じちょうきたいざい）は、国際宇宙ステーションへの55回目の長期滞在であり、2018年2月27日のソユーズMS-06の出発で開始された。アントン・シュカプレロフ、スコット・D・ティングルおよび金井宣茂は第54次長期滞在から移行し、アントン・シュカプレロフが船長の役目を引き継いだ。第55次長期滞在は、2018年6月のソユーズMS-07の出発で終了した。

## クルー
| Position              | 第1期 （2018年2月27日 – 3月23日）             | 第2期 （2018年3月23日 – 6月3日）                   |
| --------------------- | --------------------------------------------- | -------------------------------------------------- |
| 江sん町               | アントン・シュカプレロフ、RSA 3回目の宇宙飛行 | アントン・シュカプレロフ、RSA 3回目の宇宙飛行      |
| 第1フライトエンジニア | スコット・D・ティングル、NASA 1回目の宇宙飛行 | スコット・D・ティングル、NASA 1回目の宇宙飛行      |
| 第2フライトエンジニア | 金井宣茂、JAXA 1回目の宇宙飛行                | 金井宣茂、JAXA 1回目の宇宙飛行                     |
| 第3フライトエンジニア |                                               | アンドリュー・フューステル、NASA Third Spaceflight |
| 第4フライトエンジニア |                                               | オレッグ・アルテミエフ、RSA 2回目の宇宙飛行        |
| 第5フライトエンジニア |                                               | リチャード・アーノルド、NASA 2回目の宇宙飛行       |

## 宇宙遊泳
| EVA #                | 宇宙遊泳者 | 開始（UTC）         | 終了（UTC）         | 期間      |  |
|                      | |                     |                     |           |  |
| 第55次長期滞在 EVA 1 | アンドリュー・フューステル リチャード・アーノルド | 2018年3月29日 13:33 | 2018年3月29日 19:43 | 6時間10分 |  |
| 第55次長期滞在 EVA 1 | スペースX CRS-15で到着するECOSTRESSに備えてノード3モジュールの2基のWiFiアンテナの設置、トラス上のアンモニア汚染されたジャンパーケーブルの撤去と、稼働中のジャンパーの検査、NASA TV撮影に使用されるカメラとライトの交換 |                     |                     |           |  |
| 第55次長期滞在 EVA 2 | アンドリュー・フューステル リチャード・アーノルド | 2018年5月16日 11:39 | 2018年5月16日 18:10 | 6時間31分 |  |
| 第55次長期滞在 EVA 2 | ESP-1上のデクスターに収納されていたポンプ流量制御サブサセンブリーの移設、NASA TV撮影に使用されるカメラとライトの交換、対地トランシーバー・コントローラーの交換、S1のラジエター把持バーに手すりを取り付けるための先行作業の実施、ESP-2の2個の直流電流スイッチング装置から断熱ブランケットと多層断熱材の撤去、S1のフレックス・ホース・ロータリー・カプラー交換の準備。宇宙遊泳は、エアロック内で水漏れが発生し氷の結晶ができたころたら7分遅延した。 |                     |                     |           |  |

## ISSへの無人宇宙飛行
第54次長期滞在中に国際宇宙ステーションに訪れた補給ミッション：
| 宇宙機 - ISS飛行番号           | 国             | ミッション | 打ち上げ者    | 打ち上げ （UTC）       | 結合/係留 (UTC) †   | 結合/渓流の解除 （UTC） | 期間（結合）    | 軌道離脱      |
| ------------------------------ | -------------- | ---------- | ------------- | ---------------------- | ------------------- | ----------------------- | --------------- | ------------- |
| スペースX CRS-14 - CRS SpX-14  | アメリカ合衆国 | 輸送       | ファルコン9   | 2018年4月2日 20:30:38  | 2018年4月4日 13:00  | 2018年5月5日 13:23      | 31日 23分       | 2018年5月5日  |
| シグナス CRS OA-9E - CRS OA-9E | アメリカ       | 輸送       | アンタレス230 | 2018年5月21日 08:44:06 | 2018年5月24日 12:13 | 2018年7月15日 10:20     | 51日 22時間 7分 | 2018年7月30日 |